# Gabriel Régis Balet
Gabriel Régis Balet OFMCap (* 10. Februar 1930 in Grimisuat, Kanton Wallis; † 19. September 1989 in Niger) war ein Schweizer römisch-katholischer Ordensgeistlicher und Bischof von Moundou im Tschad.

## Leben
Gabriel Régis Balet trat der Ordensgemeinschaft der Kapuziner bei und legte am 11. September 1951 die Profess ab. Am 21. Juni 1955 empfing er das Sakrament der Priesterweihe.
Am 9. März 1985 ernannte ihn Papst Johannes Paul II. zum Bischof von Moundou. Der Erzbischof von Garoua, Christian Wiyghan Tumi, spendete ihm am 12. Mai desselben Jahres in der Kathedrale Sacré-Cœur in Moundou die Bischofsweihe; Mitkonsekratoren waren der Bischof von Sarh, Henri Véniat SJ, und der emeritierte Bischof von Moundou, Joseph Marie Régis Belzile OFMCap.
1989 wurde er zusammen mit Gervais Aeby, dem Provinzial der Schweizer Kapuziner, Opfer des Attentats auf den UTA-Flug 772.